# Jakob Ingebrigtsen
Jakob Ingebrigtsen (Sandnes, 19 september 2000) is een atleet uit Noorwegen, die gespecialiseerd is in de middellange afstand. Hij werd in 2018 op zeventienjarige leeftijd Europees kampioen op zowel de 1500 m als de 5000 m. Hij is daarmee de jongste atleet die ooit bij de senioren Europees kampioen in een atletiekdiscipline werd. Zijn oudere broers Henrik Ingebrigtsen en Filip Ingebrigtsen zijn eveneens middellangeafstandslopers. De drie broers zijn alle drie al Europees kampioen 1500 m geweest, Henrik in 2012, Filip in 2016 en Jakob in 2018. Op 7 augustus 2021 werd Ingebrigtsen in Tokio olympisch kampioen op de 1500 m.

## Loopbaan

### Vroege jeugd
De jongste van de drie broers, die is aangesloten bij Sandnes Idrettslag in Rogaland, gaf al op zeer jonge leeftijd blijk van zijn talent. Op tienjarige leeftijd liep hij een 8 km in 29.56 en een jaar later een 5 km in 17.19, een tijd die hij vervolgens verbeterde tot 16.43. Vanwege zijn voor zijn leeftijd ongewoon goede prestaties werd hij als twaalfjarige getest door de Universiteit van Stavanger. Hieruit kwam naar voren dat hij over een voor zijn leeftijd exceptionele zuurstofopname-capaciteit beschikte.
In de jaren die volgden verbeterde Ingebrigtsen zich voortdurend en deed hij zijn eerste ervaringen op in internationale wedstrijden. Van 2013 tot 2016 nam hij deel aan de World Youth Games in Göteborg, een vooral in de Skandinavische landen populair toernooi, waarin hij vaak tegen oudere atleten uitkwam en zegevierde. In februari 2014 stelde hij het Noorse indoorrecord op de 1500 m voor zijn leeftijdsgroep op 4.05,29 en als vijftienjarige kwam hij in Stockholm op deze afstand al tot 3.48,37, waarmee hij zich kwalificeerde voor deelname aan de Noorse kampioenschappen.

### Europees veldloopkampioen U20 in 2016
In 2016 werden de kwaliteiten van Ingebrigtsen voor het eerst getest op twee grote internationale kampioenschapstoernooien. In juli nam hij deel aan de wereldkampioenschappen voor junioren in Bydgoszcz, waar hij uitkwam op de 1500 m. In een veld dat voor het merendeel bestond uit atleten die twee tot drie jaar ouder waren, wist de vijftienjarige Noor zich in 3.46,53 als tiende te kwalificeren voor de finale, waarin hij als negende finishte. In december volgden de Europese veldloopkampioenschappen, waar in de 6 kilometerrace voor junioren tot 20 jaar (U20) de inmiddels zestien jaar oud geworden Ingebrigtsen al zijn enkele jaren oudere tegenstanders de hielen liet zien en in 17.06 zijn eerste internationale titel op zijn conto schreef.

### Records en beste prestaties
Nadat hij aan het begin van 2017 zijn eerste nationale seniorentitel had veroverd door bij de Noorse indoorkampioenschappen de 3000 m te winnen, nam Ingebrigtsen eind mei deel aan de Prefontaine Classic in Eugene, onderdeel van de Diamond League serie. Hij kwam daar uit op de Engelse mijl, waarin hij elfde werd in 3.58,07. Hiermee werd hij de jongste atleet die de mijl ooit binnen de vier minuten heeft gelopen. Enkele weken later nam hij in het bijprogramma van de Bislett Games deel aan een Engelse mijl voor U20-atleten en kwam bij die gelegenheid tot een tijd van 3.56,29, wat niet alleen een officieus wereldrecord was voor zestienjarigen, maar ook een verbetering van het wereldrecord voor U18-atleten van Steve Cram. Begin juli keerde hij terug in het Bislettstadion, ditmaal voor een 5000 m, die hij aflegde in 13.49,48, een verbetering van zijn PR met bijna 50 seconden. Bovendien kwalificeerde hij zich ermee voor de Europese kampioenschappen voor U20-atleten.
Hetzelfde wilde Ingebrigtsen bereiken op de 3000 m steeple. Vandaar dat hij op 8 juli in het Belgische Kortrijk op dit onderdeel debuteerde. Het werd 8.26,81, waarmee de Noor niet alleen ver onder de kwalificatielimiet van 9.15 bleef, maar waarmee hij ook ruim vijf seconden onder de toelatingseis bleef voor de wereldkampioenschappen in Londen. Hij was hiermee tevens sneller dan het uit 1976 stammende Europese juniorenrecord van 8.29,50.

### Tweemaal goud op EK U20 2017
Ingebrigtsens deelname aan de EK U20 in Grosseto, Italië, begon vervolgens met van een valincident. Op de 1500 m viel hij in de voorlaatste bocht, waardoor hij slechts als achtste finishte. Enkele uren later behaalde hij op de 5000 m zijn revanche. In 14.41,67 snelde hij naar het goud met een voorsprong van ongeveer drie seconden op de Spanjaard Tariku Novales. Een dag later veroverde hij ook de titel op de 3000 m steeple, in 8.50,00.
Op de WK in Londen nam hij ook deel aan de 3000 m steeple. In zijn serie viel hij over het laatste obstakel voor de finish, waardoor hij in 8.34,88 als elfde eindigde en niet wist door te dringen tot de finale. Ditmaal was er geen ander onderdeel waarop hij zich kon revancheren. Hij beëindigde het jaar echter met succes door op 10 december in Slowakije op de EK veldlopen zijn in 2016 behaalde titel bij de U20-junioren te prolongeren.

## Titels
- Olympisch kampioen 1500 m - 2021
- Olympisch kampioen 5000m - 2024
- Wereldkampioen 5000 m - 2022, 2023
- Europees kampioen 1500 m - 2018, 2022, 2024
- Europees kampioen 5000 m - 2018, 2022, 2024
- Europees indoorkampioen 1500 m - 2021, 2025
- Europees indoorkampioen 3000 m - 2019, 2021, 2025
- Europees kampioen veldlopen - 2021, 2022
- Noors kampioen 800 m - 2020
- Noors kampioen 1500 m - 2017, 2018, 2019, 2020, 2021
- Noors kampioen 5000 m - 2017
- Noors kampioen 3000 m steeple - 2017
- Noors indoorkampioen 1500 m - 2018
- Noors indoorkampioen 3000 m - 2018
- Europees kampioen U20 5000 m - 2017
- Europees kampioen U20 3000 m steeple - 2017
- Europees kampioen veldlopen U20 - 2016, 2017, 2018, 2019

## Persoonlijke records
Outdoor
| Onderdeel      | Prestatie            | Datum             | Plaats   |
| -------------- | -------------------- | ----------------- | -------- |
| 400 m          | 51,03                | 1 september 2017  | Bergen   |
| 800 m          | 1.46,44              | 30 juni 2020      | Oslo     |
| 1500 m         | 3.26,73 (ER)         | 12 juli 2024      | Monaco   |
| 1 Eng. mijl    | 3.43,73 (ER)         | 16 september 2023 | Eugene   |
| 2000 m         | 4.43,13 (WR)         | 8 september 2023  | Brussel  |
| 3000 m         | 7.17,55 (WR)         | 25 augustus 2024  | Chorzów  |
| 2 Eng. mijl    | 7.54,10 (BWP)        | 9 juni 2023       | Parijs   |
| 5000 m         | 12.48,45 (ex-ER; NR) | 10 juni 2021      | Florence |
| 3000 m steeple | 8.26,81 (ER U20)     | 8 juli 2017       | Kortrijk |
| 10 km          | 27.54,00             | 19 oktober 2019   | Hole     |

Indoor
| Onderdeel   | Prestatie    | Datum            | Plaats    |
| ----------- | ------------ | ---------------- | --------- |
| 800 m       | 1.52,01      | 4 februari 2018  | Bærum     |
| 1500 m      | 3.29,63 (WR) | 13 februari 2025 | Liévin    |
| 1 Eng. mijl | 3.45,14 (WR) | 13 februari 2025 | Liévin    |
| 3000 m      | 7.40,32 (NR) | 5 maart 2023     | Istanboel |

## Palmares

### 1500 m
- 2016: 9e WK U20 - 3.51,09 (in serie 3.46,53)
- 2017:  Noorse kamp. - 3.53,29
- 2017: 8e EK U20 - 3.58,64
- 2018:  Noorse indoorkamp. - 3.42,75
- 2018:  Noorse kamp. - 4.03,54
- 2018:  WK U20 - 3.41,89
- 2018:  EK - 3.38,10
- 2019:  EK indoor - 3.43,23
- 2019:  Noorse kamp. - 3.36,33
- 2019: 4e WK - 3.31,70
- 2021:  EK indoor - 3.37,56
- 2021:  OS - 3.28,32 (OR)
- 2022:  WK - 3.29,47
- 2022:  EK - 3.32,76 (CR)
- 2023:  EK indoor - 3.33,95 (CR)
- 2023:  WK - 3.29,65
- 2024:  EK - 3.31,95 (CR)
- 2025:  EK indoor - 3.36,56
- 2025:  WK indoor - 3.38,79

Diamond League-podiumplaatsen
- 2019:  Stockholm Bauhaus Athletics - 3.37,30
- 2019:  Athletissima - 3.30,16
- 2019:  Herculis - 3.30,47
- 2019:  Memorial Van Damme - 3.31,62
- 2020:  Herculis - 3.28,68 (ER)
- 2020:  Bauhaus Galan - 3.30,74
- 2020:  Memorial Van Damme - 3.30,69
- 2021:  British Grand Prix (atletiek) - 3.36,27
- 2021:  Herculis - 3.29,25
- 2021:  Prefontaine Classic - 3.31,92
- 2021:  Weltklasse Zürich - 3.31,45
- 2022:  Athletissima - 3.29,05
- 2022:  Weltklasse Zürich - 3.29,02
- 2024:  Herculis - 3.26,73 (ER)

### 1 Eng. mijl
Diamond League-podiumplaatsen
- 2023:  Prefontaine Classic - 3.43,73 (ER)

### 2000 m
Diamond League-podiumplaatsen
- 2023:  Memorial Van Damme - 4.43,13 (WR)

### 3000 m
- 2018:  Noorse indoorkamp. - 7.56,74
- 2019:  EK indoor - 7.56,15
- 2021:  EK indoor - 7.48,20
- 2023:  EK indoor - 7.40,32 (NR)
- 2025:  EK indoor - 7.48,37
- 2025:  WK indoor - 7.46,09

### 5000 m
- 2017:  Noorse kamp. - 13.35,84
- 2017:  EK U20 - 14.41,68
- 2018:  WK U20 - 13.20,78
- 2018:  EK - 13.17,06
- 2019: 5e WK - 13.02,93
- 2022:  WK - 13.09,24
- 2022:  EK - 13.20,11
- 2023:  WK - 13.11,30
- 2024:  EK - 13.20,11
- 2024:  OS - 13.13,66

Diamond league-podiumplaatsen
- 2019:  Müller Anniversary Games - 13.02,03
- 2021:  Golden Gala - 12.48,45 (ER)

### 3000 m steeple
- 2017:  Noorse kamp. - 8.44,12
- 2017:  EK U20 - 8.50,00
- 2017: 8e in serie WK - 8.34,88

### Mijl
Diamond league-podiumplaatsen
- 2021:  Prefontaine Classic - 3.47,24
- 2022:  Prefontaine Classic - 3.49,76
- 2022:  Bislett Games - 3.46,46

### veldlopen
- 2016:  EK U20 (6,0 km) - 17.06
- 2017:  EK U20 (6,28 km) - 18.39
- 2018:  EK U20 (6,3 km) - 18.00
- 2019: 12e WK U20 te Aarhus (8 km) - 24.39
- 2019:  EK U20 (6,2 km) - 18.20
- 2021:  EK (10,0 km) - 30.15
- 2022:  EK (10,0 km) - 29.33
- 2024:  EK (7,83 km) - 22.16

## Onderscheidingen
- Europees talent van het jaar - 2018
- Europees atleet van het jaar - 2022, 2023

1896: Teddy Flack ·
1900: Charles Bennett ·
1904: Jim Lightbody ·
1908: Mel Sheppard ·
1912: Arnold Jackson ·
1920: Albert Hill ·
1924: Paavo Nurmi ·
1928: Harri Larva ·
1932: Luigi Beccali ·
1936: Jack Lovelock ·
1948: Henry Eriksson ·
1952: Josy Barthel ·
1956: Ron Delany ·
1960: Herb Elliott ·
1964: Peter Snell ·
1968: Kipchoge Keino ·
1972: Pekka Vasala ·
1976: John Walker ·
1980: Sebastian Coe ·
1984: Sebastian Coe ·
1988: Peter Rono ·
1992: Fermín Cacho ·
1996: Noureddine Morceli ·
2000: Noah Ngeny ·
2004: Hicham El Guerrouj ·
2008: Asbel Kiprop ·
2012: Taoufik Makhloufi ·
2016: Matthew Centrowitz ·
2020: Jakob Ingebrigtsen ·
2024: Cole Hocker
1912: Hannes Kolehmainen ·
1920: Joseph Guillemot ·
1924: Paavo Nurmi ·
1928: Ville Ritola ·
1932: Lauri Lehtinen ·
1936: Gunnar Höckert ·
1948: Gaston Reiff ·
1952: Emil Zátopek ·
1956: Vladimir Koets ·
1960: Murray Halberg ·
1964: Bob Schul ·
1968: Mohammed Gammoudi ·
1972: Lasse Virén ·
1976: Lasse Virén ·
1980: Miruts Yifter ·
1984: Saïd Aouita ·
1988: John Ngugi ·
1992: Dieter Baumann ·
1996: Vénuste Niyongabo ·
2000: Millon Wolde ·
2004: Hicham El Guerrouj ·
2008: Kenenisa Bekele ·
2012: Mo Farah ·
2016: Mo Farah ·
2020: Joshua Cheptegei ·
2024: Jakob Ingebrigtsen
1983 Eamonn Coghlan ·
1987 Saïd Aouita ·
1991 Yobes Ondieki ·
1993 Ismael Kirui ·
1995 Ismael Kirui ·
1997 Daniel Komen ·
1999 Salah Hissou ·
2001 Richard Limo ·
2003 Eliud Kipchoge ·
2005 Benjamin Limo ·
2007 Bernard Lagat · 
2009 Kenenisa Bekele ·
2011 Mo Farah ·
2013 Mo Farah ·
2015 Mo Farah ·
2017 Muktar Edris ·
2019 Muktar Edris ·
2022 Jakob Ingebrigtsen ·
2023 Jakob Ingebrigtsen
- World Athletics: 14653717
- Virtual International Authority File: 7221154260576824480001